# Elluz Peraza
Elluz Peraza, właśc. Elluz Coromoto Peraza González (ur. 26 stycznia 1958 w Caracas, Wenezuela) –  aktorka pochodzenia wenezuelskiego.
Znana głównie ze swoich ról w telenowelach. W Polsce znana z seriali Anita (2004-2005), Kraina namiętności (2006), Twarz Analiji (2008) i Duch Eleny (2010). W 1976 zdobyła tytuł Miss Wenezuela.

## Filmografia
- "El Fantasma de Elena" Duch Eleny (2010) .... Antonia "Latoña" Sulbarán
- "Perro Amor" Pieska miłość (2010) .... Clemencia Brando
- "El rostro de Analía" Twarz Analiji .... Olga Palacios (2008-2009)
- "Bajo las riendas del amor" .... Victoria Román (2007)
- "Tierra de pasiones" Kraina namiętności .... Laura Contreras (2006)
- "¡Anita, no te rajes!" Anita .... Consuelo Guerrero /Graciela O'Donnell ... (2004-2005)
- "Rebeca" (2003) .... Sara Santos
- "Lejana cómo el viento" (2002)
- "Secreto de amor" .... Teresa (2001)
- "La revancha" .... Emperatriz Azcárraga (2000)
- "Carita pintada" (1999).... Irene Cáceres
- "El amor es más fuerte" (1998) .... Camila (1998)
- "100 años de perdón" (1998) .... Lucía Carvajal
- "La mujer del presidente" (1997).... Susana de Acero
- "El perdón de los pecados" (1996).... Amnerys Balza
- "Quirpa de tres mujeres" .... Consuelo
- "Como tú, ninguna" Tylko Ty
- "Peligrosa" (1994)
- "Mundo de fieras" (1991)  .... Indiana Castro/Pociedad
- "Pasionaria" (1990)  .... Elizabeth Montiel
- "La sombra de Piera" (1989)
- "Alba marina" (1988)
- "Esa muchacha de ojos cafe" (1986) .... Maria Gracia Subero
- "Emilia" (1979).... Emilia
- "María del Mar" (1978)  .... Liduvina
- "Rafaela" (1977)
- "Cumbres borrascosas" (1976).... Catalina Earnshaw